# Mark IX
De Mark IX is een Britse armoured personnel carrier uit de Eerste Wereldoorlog, de eerste uit de geschiedenis.

## Achtergronden
De eerste ervaringen met Britse tanks wezen al snel uit dat de infanterie vaak niet in staat was met de tanks gelijke tred te houden, terwijl voor het consolideren van terreinwinst juist die infanterie onontbeerlijk was. Veel met grote moeite veroverde stellingen gingen hierdoor bij Duitse tegenaanvallen weer onmiddellijk verloren. Als eerste noodoplossing ging men ertoe over een sectie infanterie in normale tanks te proppen. Die waren daarvoor echter veel te krap (zelfs in het geval van de verlengde Mark V*) en de atmosferische omstandigheden erbinnen zo slecht dat de hele troep vaak het bewustzijn verloor of althans na het verlaten van de tank een uurtje op adem moest komen voordat men zelfs maar in staat was een geweer op te tillen. Het was dus duidelijk dat overgegaan moest worden tot de productie van gespecialiseerde rupsvoertuigen voor infanterievervoer. Dergelijke voertuigen konden meteen dienstdoen als bevoorradingstank.

## Ontwikkeling en Productie
In de zomer van 1917 werd aan luitenant G.J.Rackham opdracht gegeven een voertuig te ontwerpen. De eerste specificaties voorzagen nog in het aanbrengen van een volledige bewapening zodat het voertuig meteen als alternatief zou kunnen dienen voor de Mark VIII, mocht dat project mislukken. Dat is de reden dat het als voorlaatste van de reeks die met de Mark I begon de aanduiding voor een tank kreeg. Omdat dit het ontwerp te complex maakte, zag men hier later vanaf. De bouw van twee prototypes begon in september en werd het volgende jaar voltooid bij Armstrong, Whitworth & Co. Daarna werd overgegaan tot massaproductie door Marshall Sons & Co. te Gainsborough. De eerste voertuigen werden afgeleverd in oktober; drie in totaal vóór de wapenstilstand. Dit kwam te laat voor een werkelijke frontinzet. De bestelling van 200 werd geannuleerd, maar 34 zijn er nog afgebouwd. Er bestaan foto's van hun gebruik in vredestijd waarop te zien is dat ze de letters IC (wellicht Infantry Carrier) dragen, maar hoelang ze operationeel geweest zijn, is onbekend.

## Beschrijving
Er was geen tijd om een heel nieuw voertuig te ontwikkelen. De Mark IX werd dus gebaseerd op de Mark V. De romp daarvan werd verlengd tot 9,73 meter. De 150 pk motor werd naar voren verplaatst en de versnellingsbak naar achteren. De balken in het chassis die de rupsbanden ondersteunden, liet men helemaal weg. Het verlies aan stijfheid werd goedgemaakt door dwarsbalken op de vloer aan te leggen. De besturingsstangen van de versnelling werden langs het verhoogde plafond geleid. Door dit alles ontstond een binnenruimte van vier meter lang en 2,45 meter breed die plaats kon bieden aan een twee dozijn soldaten (officieel zelfs vijftig) of zo'n tien ton vracht. Een probleem hierbij vormde de aandrijfstang tussen motor en transmissie die laag - en volledig onbeschermd - door die ruimte heenliep. De echte bemanning bestond uit vier man. Zelfs onbeladen woog de Mark IX vrij zwaar: 27 ton ondanks een bepantsering die teruggebracht was tot 10mm. Hij was hierdoor met een maximumsnelheid van 6,9 km/u weer bijna even traag als de oorspronkelijke Mark I. Hij was nog veel trager als er ook nog vracht op het dak werd aangebracht of er tot drie vrachtsledes tegelijk achteraan werden gespannen. De vaste bewapening bestond slechts uit twee Hotchkiss machinegeweren (de normale barbettes waren vervangen door vier ovale toegangsdeuren - er was ook een luik aan de achterzijde), maar aan beide zijden van de romp waren acht schietgaten voor de soldaten aangebracht. De Mark IX was dus ook meteen het eerste infanteriegevechtsvoertuig uit de geschiedenis. De commandant, die - uniek voor een Britse tank - rechts van de chauffeur zat, had een eigen observatiecilindertje dat met 2,64 het hoogste punt van het pantservoertuig vormde. Het schijnt dat de Mark IX de bijnaam The Pig had omdat het klimwiel vrij laag zat terwijl de rupsbanden nog steeds over de bovenkant terugliepen, zodat de voorkant enigszins de vorm had van een varkenssnuit.

## Project
Eén Mark IX werd beproefd als amfibisch voertuig. Het drijfvermogen, bij zo'n groot voertuig toch al aanzienlijk, werd voldoende vergroot door het aanbrengen van drie drijfcilinders, één aan bijna de hele lengte van iedere zijkant en een derde aan de voorkant. Een vierkant canvas scherm beschermde de bestuurderscabine tegen golfslag. Twee lange aan het uiteinde naar achteren gebogen buizen om het water uit twee balgpompen te spuien, staken boven het scherm uit. De voortstuwing moest geleverd worden door de rupsbanden. Om die te verbeteren waren er plat op de rupsbanden houten planken aangebracht, een paar schakels lang. Door de kromming van de rupsband begonnen die planken uit te steken als ze de uiteinden ervan passeerden en stuwden dan de tank voort door het water. Precies op de dag van de wapenstilstand, 11 november 1918, was er een test bij de Welsh Harp op het reservoir bij Hendon die in zoverre geslaagd mag heten dat het voertuig niet zonk. Wel was er een motorstoring. Dit voertuig schijnt de bijnaam The Duck gehad te hebben.
Een van de drie Mark IX's die vóór de wapenstilstand geleverd werden, is uitgerust als ambulance.

## Heden
Eén Mark IX bevindt zich nog in het Royal Armoured Corps Tank Museum te Bovington en is daar van buiten en binnen te bezichtigen.

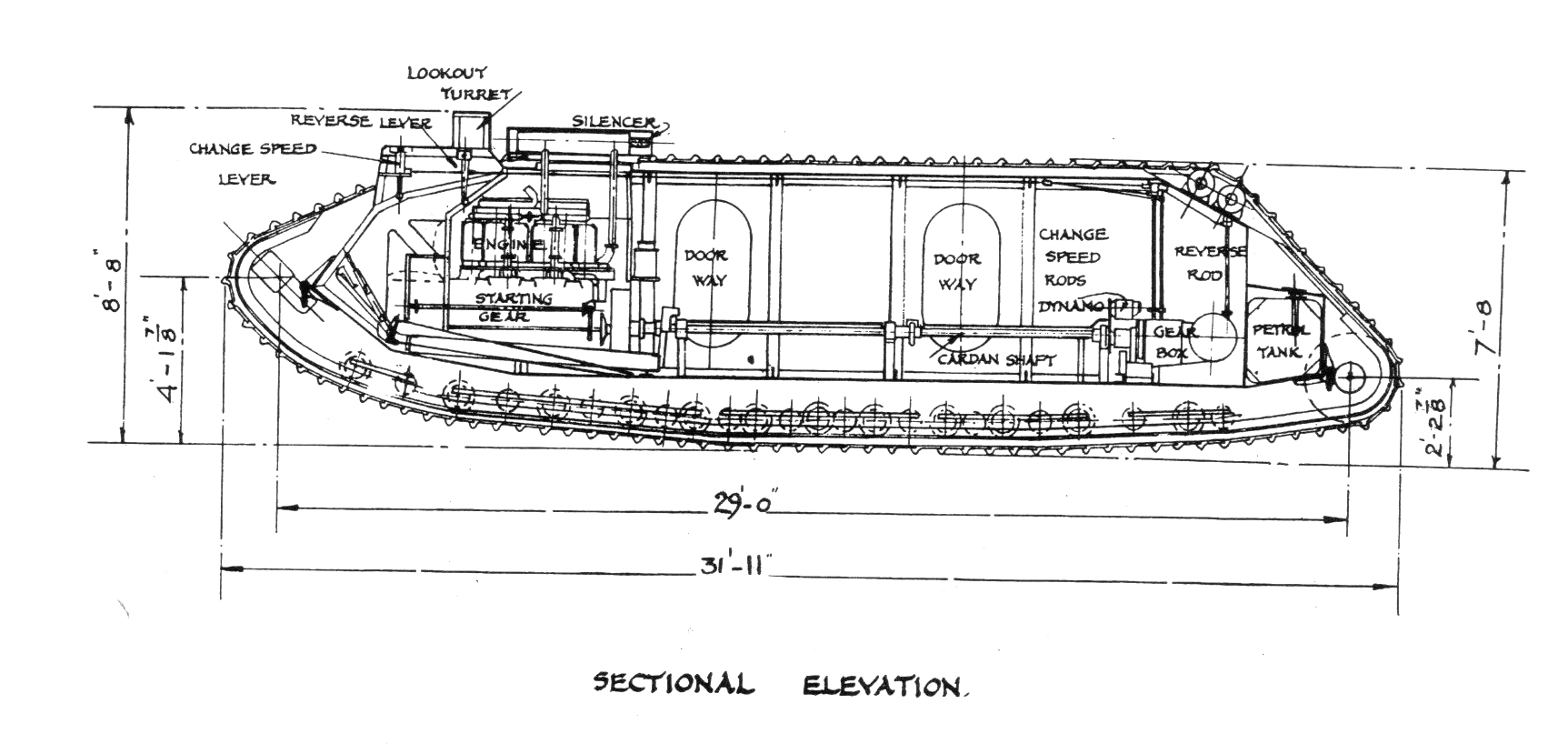
Oorspronkelijke goedgekeurde bouwvoorsteltekening voor de Mark IX